# Paco Mollá
Francisco Mollá Montesinos, más conocido como Paco Mollá, (Petrel, Alicante, 1 de marzo de 1902 - 22 de diciembre de 1989) fue un poeta español.

## Biografía
Francisco Mollá Montesinos nació en Petrel el 1 de marzo de 1902, hijo de Francisco l'Hereu y Magdalena, un matrimonio humilde que vivía en el n.º 16 de la calle Agost.
En 1908 la familia emigró a Brasil, para trabajar en la zona de cafetales de Sao Paulo, donde tampoco asistió a ninguna escuela, pero aprendió a leer y escribir a pesar del duro trabajo en la hacienda.
La lectura de los poetas portugueses João de Deus Ramos, Antero de Quental y Teixeira de Pascoaes, junto con clásicos españoles como Fray Luis de León, en mitad de una naturaleza feraz, inspiraron sus primeros poemas. Pero cumplidos los dieciocho años, la familia decidió regresar a España y Paco dejó allí enterradas a dos hermanas, Cecilia y Magdalena, quedando atrás su primer amor idealizado, la bella Jandira. Instalados en el n.º 3 de la calle de la calle Mayor, de nuevo en el pueblo que le vio nacer para orgullo de sus habitantes, aprendió el oficio de montador mecánico en la fábrica de calzados de Rodolfo Guarinos, en Elda.
Realizó el servicio militar en Valencia y, por fin, en 1929 contrajo matrimonio con su compañera del alma, Justa Beltrán Tortosa, sin que en la larga andadura de su amor hubiera hijos. Al iniciarse la guerra civil española, se alistó como voluntario en Sanidad, ascendió a sargento y, posteriormente, a comisario político en el frente de Guadarrama. Fue allí donde murió su hermano Bonifacio y donde contrajo una grave enfermedad pulmonar cuyas secuelas arrastraría de por vida. Fue a parar a la cárcel, pese a que jamás se probó su implicación en la quema y destrucción de la capilla de Rabosa, y en el Reformatorio de Adultos de Alicante tuvo su escuela poética, en compañía de presos como Francisco Ferrándiz Alborz, José Capilla, Jorge Llopis y Miguel Hernández, bajo la guía de Vicente Clavel, situación que reactivó su honda vena poética. Trasladado a Carabanchel, salió de prisión el 16 de septiembre de 1946 y su querida Justa fue a reunirse con él. En 1950 regresaron al valle y se instalaron en Elda, comenzando a colaborar en periódicos y revistas de la comarca, hasta que por fin pudo volver a Petrel, el pueblo amado.
En 1967 publicó sus poemas en la antología titulada Cuando las yemas revientan junto a Enrique Amat, Gabriel García Romeu y el sacerdote Jesús Zaragoza, recopilador del volumen. A su debido tiempo llegaron Orto en 1975, Luz en la senda y Alma en 1980, Canciones del valle y Canciones del camino en 1988, así como Últimos poemas en 1991, publicado póstumamente. Tras una vida de intensa búsqueda del amor y la belleza, el poeta Paco Mollá falleció el 22 de diciembre de 1989.
El Ayuntamiento de Petrel organiza anualmente el Certamen de Poesía Paco Mollá.

## Publicaciones
- Cumbres (1950)
- Cuando las yemas revientan (1967)
- Orto (1975)
- Alma y otros poemas (1980)
- Luz en la senda: el alba incesante (1980)
- Canciones del Valle -mi tierra- (1988)
- Canciones del camino (1988)
- Últimos poemas (1991), póstumo.